# Somborska skupina
Somborska skupina, ime za skupinu hrvatskih samoorganiziranih diverzanata u Domovinskom ratu.

## Uvodne okolnosti
Pokušali su onesposobiti Batinski most. Bio je glavna prometna cestovna komunikacija preko Dunava preko kojeg su se domaće pobunjeničke velikosrpske snage dodatno opskrbljivale, imale dodatnu pozadinu i logistiku i pojačanja. Preko tog mosta velikosrpska JNA i srbijanske paravojne postrojbe prešle su u Hrvatsku u Baranju, odakle su osvajali taj dio Hrvatske i stvarale preduvjete za borbena djelovanja prema Osijeku. Isto tako, taj je most bio važnim mjestom odstupnice. Preko njega su se srpske snage mogle povući i ne ostati odsječene na enklavi u slučaju uspješne hrvatske protuofenzive.
Preko mosta kod Batine dolazila je pomoć srpskoj vojsci i bio je jedina veza između Vojvodine i Baranje.

## Tijek akcije
Skupina mladića organizirala se je samoinicijativno i odlučila srušiti taj most eksplozivom. Skupina diverzanata iz Osijeka Samostalna uskočka satnija pošla je minirati taj most. Akciju se još naziva "Akcija Batinski most".
Za to su morali prijeći preko okupiranog ozemlja Republike Hrvatske. Smjelost čina sastojala se u tome što su odlučili prijeći dalje na ozemlje države agresora, Srbije. Hrvatskoj je tad tek počeo veliki niz europskih međunarodnih priznanja, ali cijeli svijet još nije bio priznao Hrvatsku, među njima ni Rusija ni SAD. U velikosrpskom vojnom su vrhu JNA još uvijek nadali se vratiti Jugoslaviju i pred svijetom su nastupali predstavljajući nekakvu Jugoslaviju, poričući Hrvatskoj državnost i pravo na samoopredjeljenje. Jugoslavija je bila u procesu raspadanja. Njeke kvazisavezne funkcije još su funkcionirale, ali su jedna po jedna gašene ili ispadale na druge načine. Hrvatski su diverzanti planirali sa strane okupatora, Srbije, otići na most i minirati ga.
Smjelost čina razvidna je jer su komandosi morali zaći 60 kilometara u ozemlje pod neprijateljskim nadzorom.
Skupili su skupinu mladića koji su znali dobro govori srpskim jezikom i sa srbijanskim naglaskom. Zapovjednik akcije Ivica Krnjak preuzeo je identitet zapovjednika JNA koji je poginuo u agresiji na Hrvatsku rujna 1991. kod Osijeka, kapetana Jordana Jordanovića. Pošli su u odorama časnika i vojnika JNA. Zaputili su se amfibijskim vozilom JNA. Uz vojnike amfibija je prevozila 3750 kg eksploziva. Pošli su po vrlo nepovoljnim vremenskim prilikama.31. siječnja 1992. preko Kopačevskog rita ušli su duboko u područje pod nadzorom neprijateljskih snaga. Prešli su bojišnicu, ušli na okupirano ozemlje Republike Hrvatske. Nadzorne točke JNA i srpskih paravojnih postrojba prolazili su predstavljajući se kao posebna postrojba generala Blagoja Adžića.
Sa srpskim policajcima su se susreli tri kilometra pred granicom. Tada su se presvukli u hrvatske odore i razdvojili. Jedan je dio pošao ka mađarskoj granici, a dio ka Somboru i Apatinu.
Dalje su preko Hulovskog kanala i Dunava ušli u Srbiju, u Vojvodinu. Ipak, bili su sve sumnjiviji na svakoj daljnjoj nadzornoj točki. Amfibijsko vozilo veliki je potrošač goriva pa premda opskrbljeni nije bilo dovoljno te su usred Vojvodine, kod Apatina na zapadu Bačke ostali bez goriva. Uz to dogodio se i kvar na vozilu, pa rješavanje nestanka goriva krađom od vojske ili civila nije moglo pomoći. Pokušali su neki od njih još uvijek izvršiti akciju, a neki su već razmišljali o uzmaku na sigurno. Nakon dva dana postojanje skupine je otkriveno.Otkrio ih je jedan seljak.
Postojeće predstavljanje nije prolazilo, pa su otpraćeni do Sombora gdje su im namjeravali pouzdano utvrditi identitet. Kad su otkriveni, dali su se u bijeg. Dio skupine koja se je prije granice razdvojila i pošla ka mađarskoj granici, preživjela je vatreni okršaj. Jedan je pripadnik ranjen u natkoljenicu kod Bezdana pa su ga suborci nosili 20 kilometara do granice. Operiran je u Mađarskoj i oporavljao se u Osijeku.
Devetorica su diverzanata uspjela pobjeći i spasiti se preplivavši Dunav. Svi koji su pobjegli nisu preživjeli. Trojica su stradala. Dio skupine je zarobljen i u užem smislu "somborska skupina" odnosi se na njih. Osmorica zarobljenih osuđena je na višegodišnje zatvorske kazne za terorizam. Pojedinci iz skupine dobili su 20 godina zatvora, drugima je suđeno u odsutnosti te ni dan-danas ne smiju u Srbiju jer je za njima raspisana tjeralica zbog kaznenog djela terorizma još od 1992. godine, po optužnici javnog tužitelja iz Sombora.

## Zatočeništvo
Tamnovali su u Somboru i Srijemskoj Mitrovici.
Nakon što su zarobljeni, njekoliko se puta pokušavalo isposlovati oslobađanje.
7. prosinca 1993. U povodu hrvatsko-srpskih pregovora u Ženevi o razmjeni ratnih zarobljenika, šef "jugoslavenske" delegacije Željko Simić najavio da je "jugoslavenska strana voljna osloboditi hrvatske komandose koji su pokušali srušiti most kod Batine, poznatije pod imenom "somborska skupina".
25. prosinca 1993. godine Predsjednik Republike Hrvatske dr. Franjo Tuđman primio u Zagrebu predsjednika Međunarodnog Crvenog križa Cornelija Sommarugu, s kojim je razgovarao o problemu nestalih osoba, te ga tom prilikom zamolio za pomoć u ubrzavanju procesa zamjene te skupine.
707 su dana bili u ratnome zarobljeništvu. Razmijenjeni su za srpsku terorističku skupinu Štit, koju su hrvatske snage zarobile u Turnju kod Karlovca.Zamijenjeno je 10 pripadnika somborske skupine te 5 drugih hrvatskih zarobljenika u srpskim tamnicama za 11 srpskih zatvorenika, uglavnom pripadnika terorističke grupe "Štit". Razmijenjeni su na UNPROFOR-ovoj nadzornoj točki kod Lipovca 12. siječnja 1994. godine.

## Somborska skupina u umjetnosti
- Branko Vrbošić: 707 dana pakla : "Somborska skupina" od akcije i zatvora do slobode  [fotografije Josip Petrić], Matica hrvatska, Osijek (1. izd. 1994. 2. izd. 1995.)

## Vanjske poveznice
- Akcija Batinski most, Dani ponosa - HRT

- Dražen Krajcar: ZAROBLJENIŠTVO U SRPSKIM LOGORIMA: Hrvatski vojnici razmjenjeni nakon 707 dana pakla!, Dnevno.hr. 12. siječnja 2017.

- Petar Horvatić: 31. siječnja 1992. Batina (Baranja) – tko su bili hrabri hrvatski diverzanti koji su htjeli srušiti najveći most na Dunavu?, Narod.hr. 31. siječnja 2017.
- Somborska skupina, dokumentarni